# Ilex sessiliflora
Ilex sessiliflora är en järneksväxtart som beskrevs av José Jéronimo Triana och Planch. Ilex sessiliflora ingår i släktet järnekar, och familjen järneksväxter. Inga underarter finns listade i Catalogue of Life.